# Wincenty Colonna Walewski
Wincenty Colonna Walewski (ur. 2 lutego 1841 w Mielęcinie, zm. 26 kwietnia 1896 w Warszawie) – polski ziemianin, hrabia, oficer powstania styczniowego.

## Życiorys
Urodził się w 1841 r. w Mielęcinie, w polskiej rodzinie ziemiańskiej herbu Kolumna. Był jedynakiem, synem hr. Mikołaja, właściciela dóbr Chabielice i Wola Wydrzyna i Tekli z Masłowskich herbu Samson.
Ukończył warszawski Instytut Szlachecki, studiował na uniwersytecie w Brukseli. W styczniu 1863 r. przerwał naukę i wrócił do rodzinnego majątku w Woli Wydrzynej z zamiarem wzięcia udziału w powstaniu. Jego ojciec, początkowo przeciwny udziałowi syna w powstaniu, zaopatrzył go w pieniądze na broń i ekwipunek dla niego i czterech ochotników ze służby folwarcznej. Dotarł w okolice Rozprzy i oddał się wraz z towarzyszami pod komendę majora Oxińskiego, który obozował z oddziałem w tamtejszych lasach. Po paru tygodniach Oxiński mianował go swoim adiutantem doceniając jego odwagę i bystrość umysłu.
Po bitwie pod Koniecpolem (25 maja 1863) został awansowany na porucznika. Odznaczył się w walkach pod Kruszyną (28 maja1863) oraz pod Trzepnicą. Dosłużył się rangi kapitana. Gdy na początku lipca 1863 Oxiński rozpuścił oddział, Walewski zrażony niepowodzeniami powstania i beznadziejnością dalszej walki – wyjechał wpierw do Wrocławia, a potem udał się do Belgii.
Trapiony nostalgią w 1864 powrócił do kraju, po krótkim pobycie w rodzinnej Woli Wydrzynej wyjechał do Warszawy. Zatrzymał się w Hotelu Angielskim, po kilku dniach został aresztowany i osadzony w Pawiaku. W więzieniu został poddany śledztwu. Rodzina powiadomiona o aresztowaniu wszczęła działania o jego uwolnienie. 2 stycznia 1865 opuścił więzienie dzięki staraniom swojej matki przebywającej stale w Dreźnie, śpiewaczki operowej i nauczycielki śpiewu. Matka wykorzystała znajomość z żoną Trepowa, generała-policmajstra Królestwa Polskiego i za jej wstawiennictwem Walewski odzyskał wolność.
Z Warszawy powrócił do Woli Wydrzynej i osiadł w rodzinnym majątku. Ożenił się z Marią Przeździecką herbu Roch III.
W 1874 przeniósł się z rodziną na stałe do Warszawy. Pracował jako radca dyrekcji głównej w Towarzystwie Kredytowym Ziemskim. Udzielał się społecznie. Pełnił funkcję wiceprezesa Warszawskiego Towarzystwa Dobroczynności. Należał do Komitetu Opieki nad Inwalidami, Towarzystwa Rolniczego, Resursy Kupieckiej i Towarzystwa Zachęty Sztuk Pięknych sprawował opiekę nad Zakładem Wychowawczym w Studzieńcu. Napisał wspomnienia, oryginał obszernego pamiętnika częściowo spalił się w pożarze. Sprawy finansowe zaniedbał, bądź nie umiał prowadzić. Majątek rodzinny zadłużył, zostawił swoje sprawy finansowe w złym stanie.
W 1887 nabył folwark Linin i zmienił jego nazwę na Walewice. Folwark był w jego posiadaniu do roku 1894, jednak nazwa Walewice nadal jest używana w odniesieniu do terenu dawnego folwarku.
Zmarł 26 kwietnia 1896 w Warszawie. Został pochowany na cmentarzu Powązkowskim (kwatera 43-3-9).